# کوه لولزا
کوه لولزا (به لاتین: Loleza Mountain) یک کوه در تانزانیا است که در استان امبیا واقع شده‌است.